# Muzeum umění Olomouc

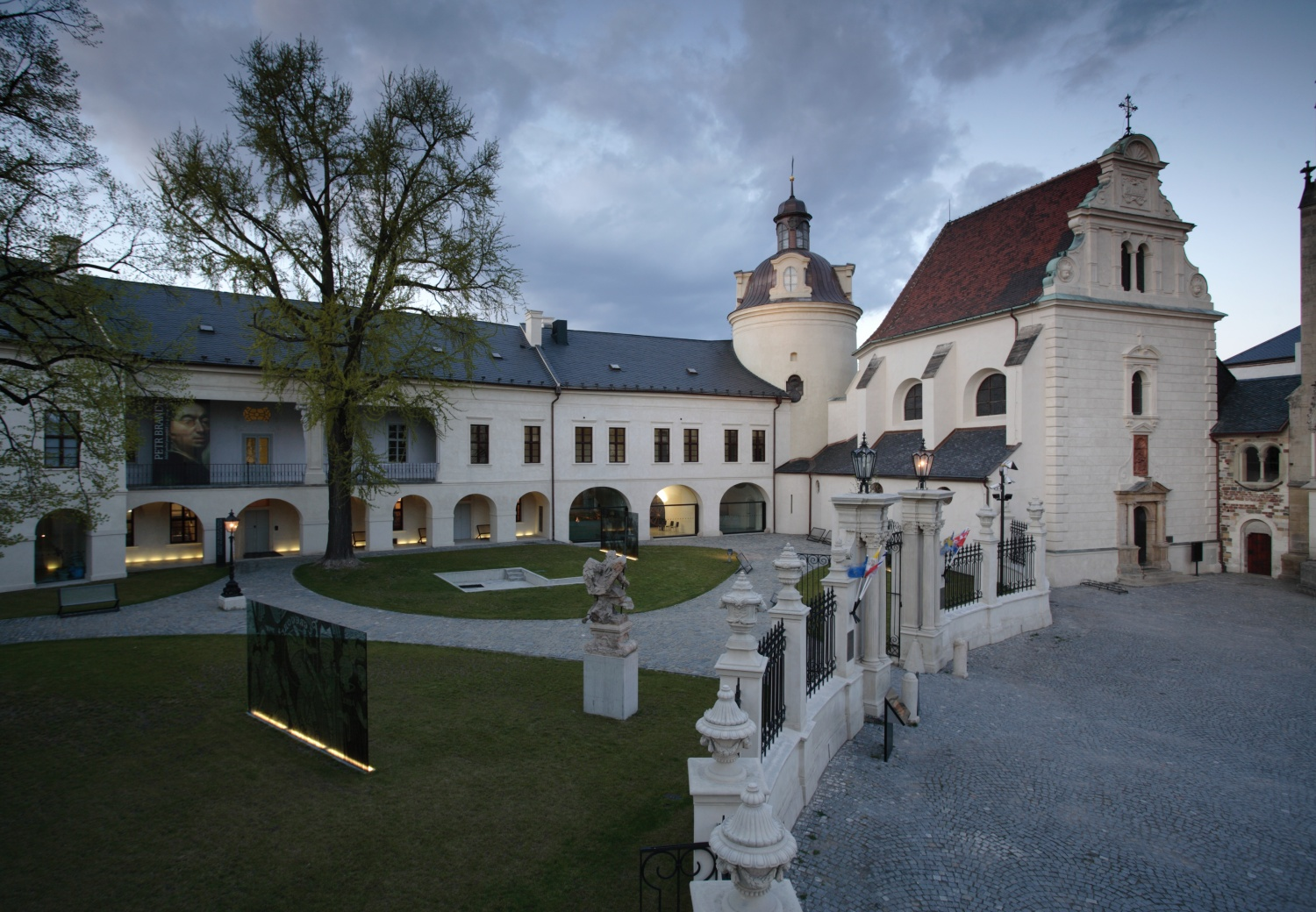
Arcidiecézní muzeum Olomouc.

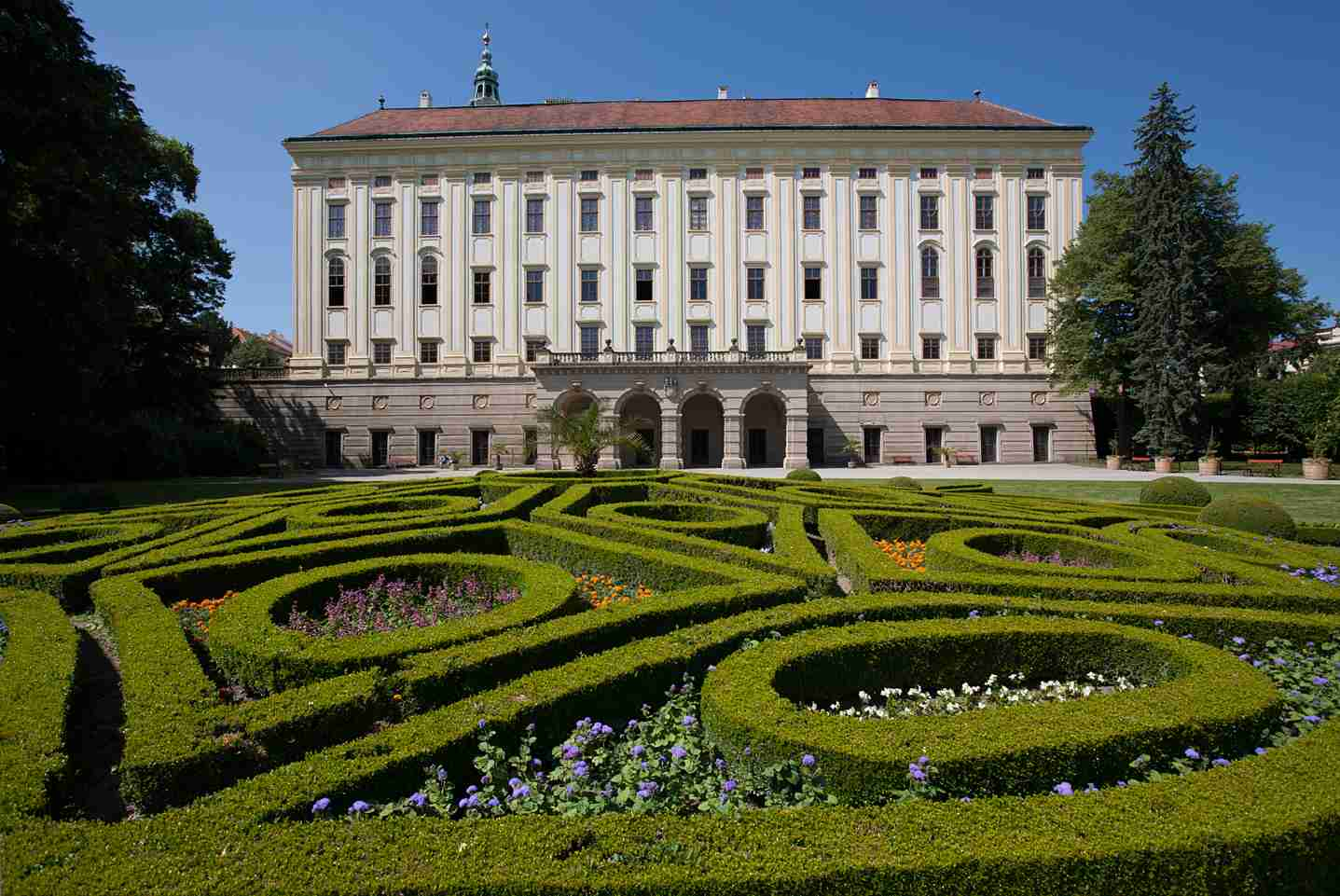
Arcibiskupský zámek a Arcidiecézní muzeum Kroměříž.

Muzeum umění Olomouc je výstavní a paměťová instituce. V současnosti spravuje téměř 200 tisíc sbírkových předmětů. Současným ředitelem je Mgr. Ondřej Zatloukal, syn prof. PhDr. Pavla Zatloukala, který vedl instituci do dubna 2013. Zřizovatelem Muzea umění Olomouc je Ministerstvo kultury České republiky. Významně jej podporuje Olomoucký kraj. Krátkodobé výstavy i dlouhodobé expozice představují výtvarnou kulturu od nejstarších dob po současnost. Ke každé výstavě vydává reprezentativní publikace či vědecký katalog.
Muzeum umění má tři části sídlící v samostatných budovách, v nichž jsou shromážděny sbírky starého, moderního i současného umění:
- Muzeum moderního umění
- Arcidiecézní muzeum Olomouc
- Arcidiecézní muzeum Kroměříž

## Historie
Muzeum umění Olomouc patří v České republice k nejvýznamnějším institucím svého druhu.[zdroj?] Bylo založeno v roce 1951 jako Krajské muzeum Olomouc na základě usnesení rady Krajského národního výboru z 18. ledna předchozího roku. Přidělena mu byla budova někdejšího kláštera klarisek a Žerotínský palác v Purkrabské ulici. 5. dubna 1951 byla zřízena Krajská galerie Olomouc (předchůdkyně dnešního Muzea umění), která 1. ledna 1952 zahájila činnost.
V říjnu 1954 se Krajská galerie Olomouc osamostatnila a přestěhovala veškeré sbírky do Domu umění v Hynaisově ulici 13 (nedaleko Slovanského domu v místě dnešního parkoviště). Prvním ředitelem se stává Jaromír Lakosil (ve funkci byl do začátku normalizace v roce 1970). Stálá expozice je v Domě umění otevřena 13. února 1952. Vystaveno bylo zhruba 200 exponátů, převážně obrazů a soch doplněných také o několik obrazů z Národní galerie a arcibiskupské rezidence. Dům umění byl v roce 1980 neočekávaně a bez náhrady zbořen.
1. ledna 1959 Krajská galerie Olomouc ztratila samostatnost a byla začleněna pod Krajské vlastivědné středisko v Olomouci. O rok později po zrušení Olomouckého kraje bylo muzeum začleněno do nově vytvořeného Severomoravského kraje s názvem Vlastivědný ústav Olomouc a z Krajské galerie vznikla Oblastní galerie výtvarného umění v Olomouci. V roce 1976 galerie získala jednu z olomouckých kanovnických rezidencí ve Wurmově ulici číslo 13, v níž otevřela Pamětní síň národního umělce Bohumíra Dvorského a zasloužilého umělce Vladimíra Navrátila.
Reorganizací Vlastivědného muzea v roce 1988 ztratila galerie poslední výstavní prostor. Ve stejném roce byl otevřen Románský biskupský palác Jindřicha Zdíka, tehdy pod názvem Přemyslovský palác. Na podzim roku 1989 galerie získala po odchodu Okresní správy spojů budovu v Denisově ulici 47, kde dnes sídlí Muzeum umění.
Za sametové revoluce se v listopadu 1989 sešli výtvarní umělci Olomoucka (tvůrci Leninova pomníku i umělci z undergroundu) a požadovali, aby Galerie výtvarných umění získala plnou právní subjektivitu a ekonomickou samostatnost. Vazba galerie na Vlastivědné muzeum zanikla 1. února 1990, zřizovatelem se stal Městský národní výbor v Olomouci, ředitelem Pavel Zatloukal. V srpnu téhož roku byla zahájena rekonstrukce sídla v Denisově ulici a dostavba dvorního křídla.
18. září 1992 změnila galerie název na Muzeum umění Olomouc. To v dubnu 1993 otevřelo první rekonstruované veřejné prostory – Kabinet, Salon a Besední sál. Od 1. ledna 1994 je v Muzeu umění zaveden jeden den v týdnu volného vstupu. Další části muzea Mansarda s věžičkou a Trojlodí se otevřely v letech 1995 a 1996.
30. dubna 1998 byla podepsána smlouva o založení Arcidiecézního muzea Olomouc mezi ministerstvem kultury, Arcibiskupstvím olomouckým a Muzeem umění Olomouc. Jeho součástí se stal Zdíkův palác. Veřejnosti se Arcidiecézní muzeum Olomouc otevřelo 2. června 2006. Arcidiecézní muzeum Kroměříž o rok později.
Od 1. října 2001 se zřizovatelem Muzea umění se stal Olomoucký kraj, o pět let později se zřizovatelem Muzea umění stalo Ministerstvo kultury ČR. Čtyři ministři kultury ze zemí Visegrádu 19. června 2008 podepsali v Olomouci založení Středoevropského fóra (SEFO), jako součást Muzea umění. Na jeho stavbu se ale nepodařilo získat dotaci. Dnes existuje SEFO především v podobě dynamické databáze umělců střední Evropy – CEAD Archivováno 9. 5. 2016 na Wayback Machine. (Central European Art Database).
Po Pavlu Zatloukalovi se 1. dubna 2013 stal ředitelem Mgr. Michal Soukup, který instituci vedl do dubna 2019, kdy jej ze smyšlených důvodů odvolal tehdejší ministr kultury Antonín Staněk (ČSSD). Ministr Staněk obvinil Michala Soukupa i jeho předchůdce Pavla Zatloukala z předražených nákupů pozemků pro SEFO. Pozdější kontroly i policejní vyšetřování toto obvinění vyvrátily. Dočasným vedením instituce byl pověřen Mgr. Ondřej Zatloukal. Antonín Staněk byl v červenci 2019 odvolán z postu ministra kultury a na jeho místo byl jmenován Lubomír Zaorálek (ČSSD), který v říjnu 2019 jmenoval Ondřeje Zatloukala řádným ředitelem Muzea umění Olomouc.
V roce 2006 bylo Muzeum umění s téměř 164 000 návštěvníky druhou nejnavštěvovanější galerií v Česku (po Národní galerii). V roce 2007 bylo Muzeum umění Olomouc z hlediska počtu návštěvníků (nikoliv turisticky) s 230 000 návštěvníky druhým nejnavštěvovanějším místem v Olomouckém kraji.

## Muzeum moderního umění
Sídlí na místě bývalého městského špitálu svatého Ducha v pozdně secesní budově s kubizujícími prvky. Přestavba budovy proběhla v letech 1915–1918 a projektoval ji Jaroslav Kovář starší. Je zaměřeno na umění od počátku 20. století do současnosti. Jeho součástí je stálá expozice Století relativity. Největším výstavním sálem pro krátkodobé výstavy je Trojlodí.

## Arcidiecézní muzeum Olomouc
Bylo založeno v roce 1998 ve spolupráci s Arcibiskupstvím olomouckým z podnětu papeže Jana Pavla II. Jeho hlavním úkolem je představení rozsáhlých církevních uměleckých sbírek.
V roce 2006 byla otevřena rozsáhlá expozice v nově rekonstruovaných budovách bývalého Olomouckého hradu na Václavském náměstí v Olomouci. Areál zahrnuje mj. budovy Kapitulního děkanství, kapli svaté Barbory , kapli sv. Anny a románsko-gotický Zdíkův palác. Rekonstrukce historických budov byla provedena podle projektu architektonické kanceláře HŠH architekti a byla mimo jiné vyhlášena Stavbou roku Olomouckého kraje 2006.
Arcidiecézní muzeum Olomouc bylo za Českou republiku nominováno na Cenu Evropské unie pro architekturu – Cenu Miese van der Rohe.
V prosinci 2015 Arcidiecézní muzeum Olomouc spolu s areálem Olomouckého hradu získalo jako první v České republice prestižní označení Evropské dědictví (European Heritage Label). Experti ocenili jeho jedinečnost, spočívající v rozsahu výstavních prostor, bohatství sbírek i záměru prezentovat příběhy, které vypovídají o společně sdílených dějinách.

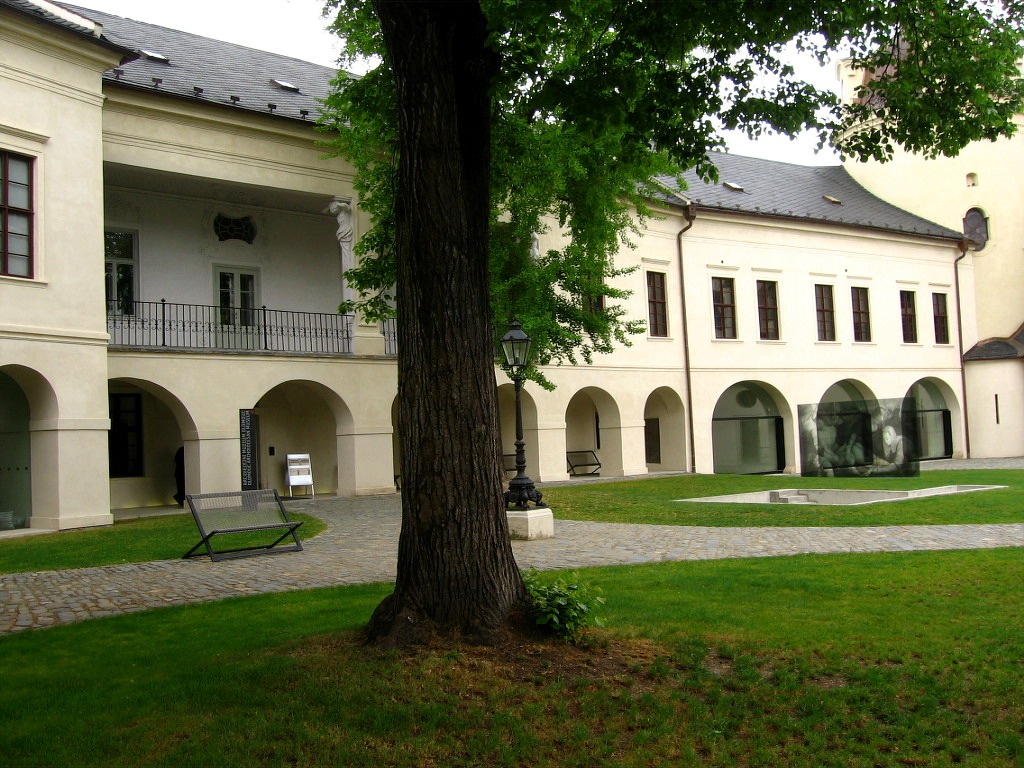
Nádvoří Kapitulního děkanství v areálu Arcidiecézního muzea
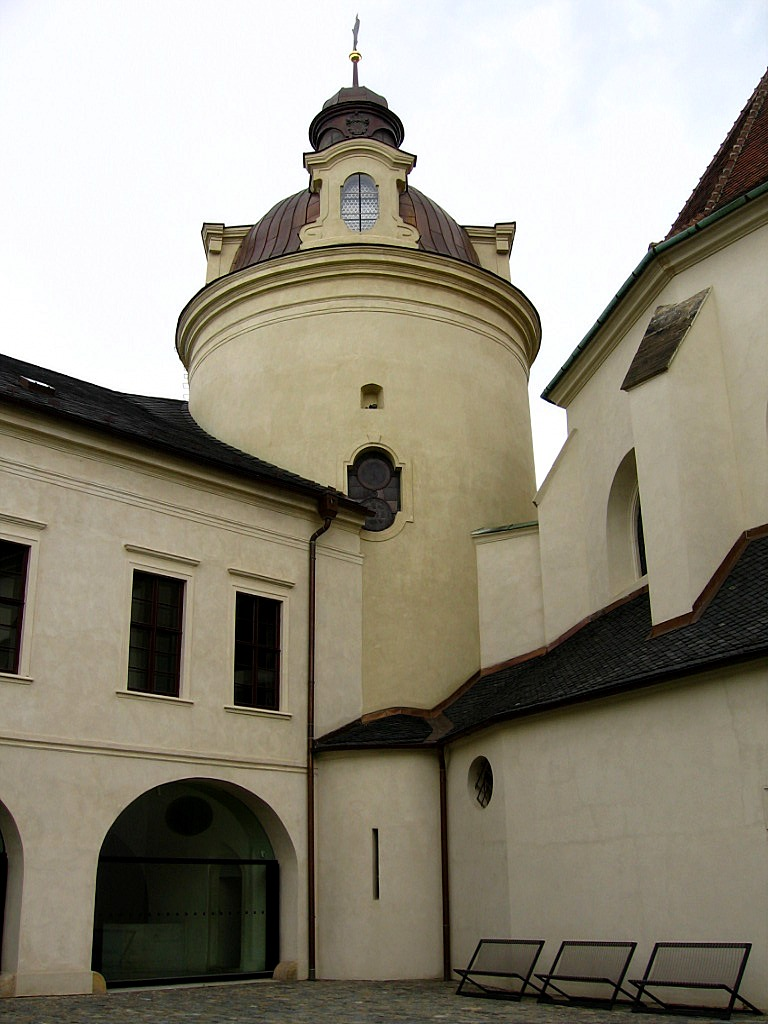
Kaple svaté Barbory (obranná věž Bergfrit) v areálu Arcidiecézního muzea
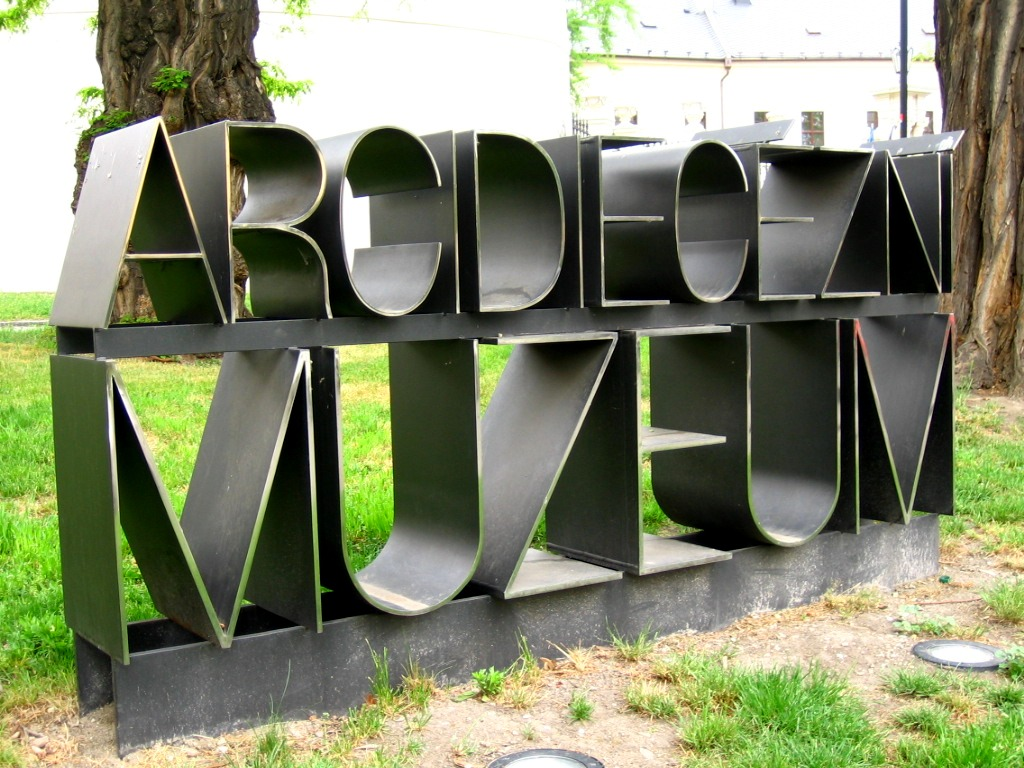
Reklama Arcidiecézního muzea na Václavském náměstí
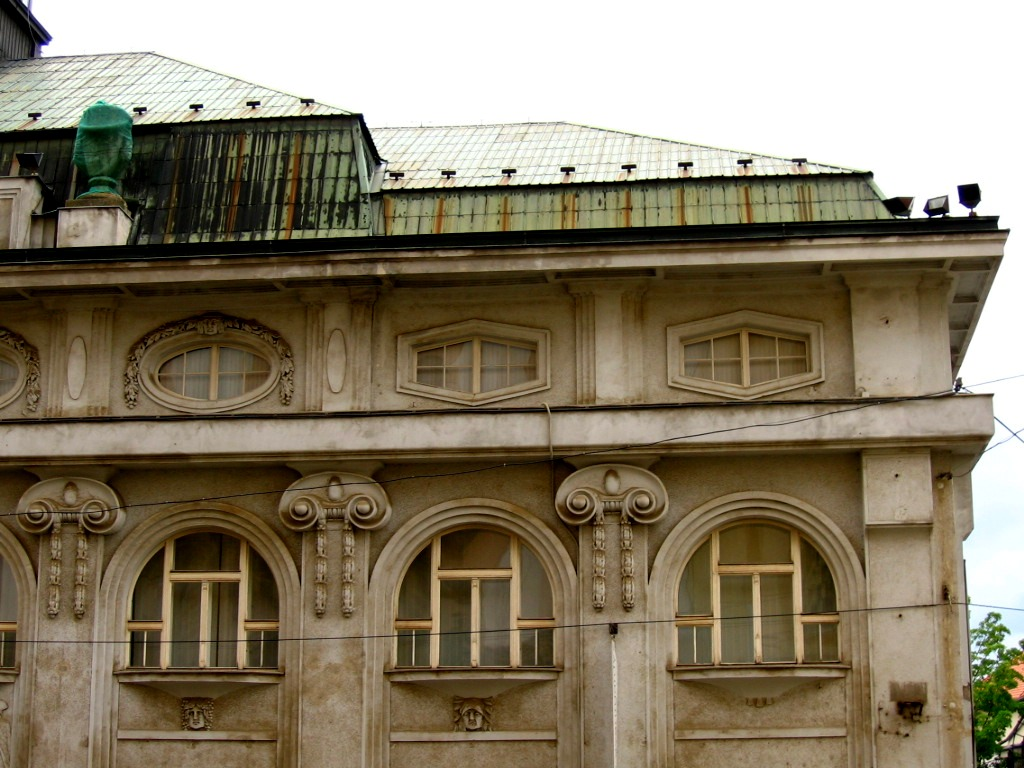
Detail fasády Muzea moderního umění

### Stěžejní exponáty
- Kočár biskupa Ferdinanda Julia Troyera z Treyersteinu
- František Vavřinec Korompay – okruh: Slavnostní vjezd kardinála Ferdinanda Julia Treyera do Olomouce (1783 ?, olej na plátně)
- Andreas Vogelhundt: Monstrance Zlaté slunce Moravy (1748–1750)
- Mísa s rytinou bitvy
- Mistr Toruňské madony – následovník: Šternberská madona (90. léta 14. století, opuka)
- Pieta z Lutína
- Pieta ze sbírky kanovníka Křiváka
- Veit Stoss (okruh): Ukřižovaný
- Olomoucký následovník Veita Stosse: Retábl sv. Jakuba Většího
- Albrecht Dürer – následovník: Madona se zvířátky
- Karel Škréta: Svatý Václav dává kácet pohanské modly a stavět křesťanské kostely (1641, olej na plátně)
- Giovanni Battista Gaulli, zvaný Baciccio: Korunování trním (po 1685, olej na plátně)

## Arcidiecézní muzeum Kroměříž
Bylo založeno v roce 2006 jako detašované pracoviště Muzea umění Olomouc na Arcibiskupském zámku v Kroměříži. Spravuje rozsáhlé sbírky uměleckých předmětů, obrazů, hudebnin, knih a biskupskou mincovnu s unikátní numismatickou sbírkou.

## Ocenění
V červnu 2010 muzeum obdrželo Cenu města Olomouce za počin roku 2009 v oblasti kultura, a to za retrospektivní výstavu Skleník + Kapitoly z dějin olomoucké výtvarné kultury.

### Filmové dokumenty
- Ke slávě a chvále. (2007) Scénář a režie: T. Mojžíš. 51 minut. Dokument České televize o vzniku Arcidiecézního muzea.